# Fuel (filme)
Fuel ou Fields of Fuel é um documentário dirigido por Josh Tickell sobre fontes de energia renováveis. O filme ganhou o prêmio popular no Sundance Film Festival de 2008.